# Brauerei Kipper
Die Brauerei Kipper war eine Bierbrauerei in Remscheid in Nordrhein-Westfalen. Sie wurde 1837 in Remscheid gegründet, hieß seit 1866 Brauerei Carl Kipper, ab 1977 Brauerei C.W. Kipper. Sie wurde 1993 geschlossen, das Brauereigebäude in der Kipperstraße wurde im Oktober 2006 abgerissen, der 35 m hohe Schornstein wurde bereits am 26. Januar 2006 gesprengt.
Die Brauerei baute im 19. Jahrhundert das Schloss Küppelstein, ein Ausflugslokal in Reinshagen. Außerdem war sie an der Gestaltung des damals so genannten Bismarck-Parks (im Reinshagener Schimmelbusch) beteiligt.
Koordinaten: 51° 10′ 49,7″ N, 7° 12′ 2,6″ O